# Укрспецекспорт
Укрспецекспорт — українська державна компанія, яка має монопольне право здійснювати експорт та імпорт продукції, послуг військового та подвійного призначення.

## Історія
Створена у 1996 році. У 2010 включена до складу Державного концерну «Укроборонпром»
У 2010 році обсяг продажів компанії та її дочірніх підприємств склав 956,7 млн. $. Долі у продажах по регіонах: 49 % — країни Азії, 23 % — СНД, 18 % — Африки, 5 % — до Америки, 5 % — до Європи. На початок 2011 року пакет контрактів оцінюється в 1 млрд. $.

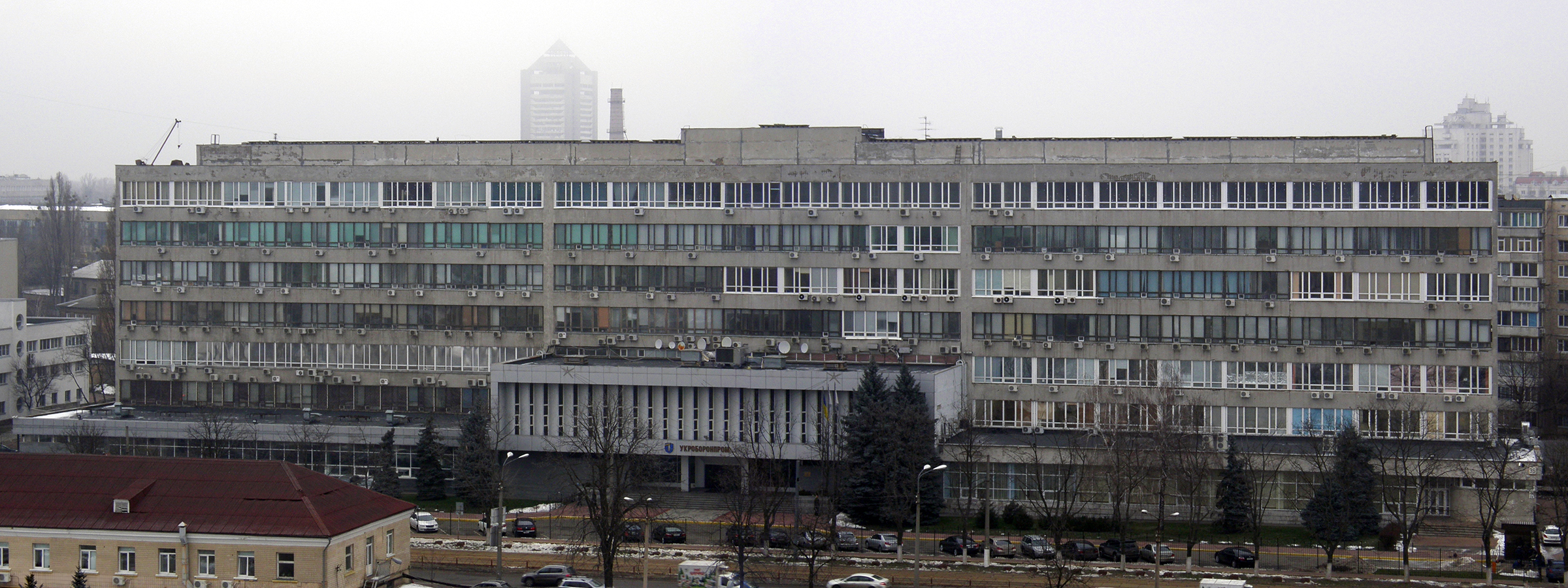
Будівля Укрспецекспорту на вулиці Дегтярівській

Українська компанія з проведення імпорто-експортних операції з товарами військового призначення Укрспецекспорт підписала угоду з М'янмою про будівництво спільного підприємства з виробництва бронетехніки. За наявною інформацією українська сторона вже почала постачання обладнання та почала будівництво заводу. На території М'янми планується збирання колісного бронетранспортера БТР-4У та самохідної артилерійської установки 2С1У з комплектуючих, що будуть виготовлятись на території України.
10 серпня 2019 року українська державна компанія «Укрспецекспорт» і турецька Baykar Defence створили спільне підприємство у сфері високоточної зброї та аерокосмічних технологій.

## Керівництво
- Кукін Андрій Федорович (1996—1998)
- Малєв Валерій Іванович (1998—2002; †2002)
- Шмаров Валерій Миколайович (2002—2005)
- Бондарчук Сергій Васильович (2005—2010)
- Саламатін Дмитро Альбертович (2010—2011)
- Перегудов Дмитро Олександрович (2011—2012)
- Кожевніков Вадим Борисович (2012)
- Перегудов Дмитро Олександрович (2012—2013)
- Коваленко Олександр Володимирович (2013—2015)
- Букін Павло Юрійович (2015—2018)[5][6]
- Проскуркін Сергій Володимирович (з 27.02.2018)[7]
- Ноздря Вадим Ігорович (з першої половини січня 2020 року). Призначений за результатами відкритого конкурсу генеральним директором. Є депутатом Київміськради, де займається житлово-комунальними питаннями. До призначення управляв активами міжнародної групи компаній в Україні, займався проєктами злиття та поглинання. Із червня 2017 року очолював львівський проєкт будівництва заводу з перероблення твердих побутових відходів, що фінансується Європейським банком реконструкції та розвитку та міжнародними фондами. До того п'ять років працював у компанії «Укрспецекспорт», де забезпечував виконання зовнішньоекономічних контрактів на постачання та ремонт техніки[8].

## Дочірні підприємства
- Державне підприємство «Спеціалізована зовнішньоторговельна фірма „Прогрес“»
- Державна госпрозрахункова зовнішньоторговельна та інвестиційна фірма «Укрінмаш»
- Державне підприємство «Укроборонсервіс»
- Державне госпрозрахункове зовнішньоторговельне підприємство «Спецтехноекспорт»
- Державне зовнішньоторговельне та інвестиційне підприємство «Промоборонекспорт»
- Державне підприємство «Зовнішньоторговельна фірма „Таско-експорт“»

## Актуальні контракти
| Країна-покупець | Товар чи послуга | Сума         | Дата завершення | Примітки                                           |
| --------------- | --- | ------------ | --------------- | -------------------------------------------------- |
| Ірак            | 420 бронетранспортерів БТР-4Е (270 лінійних БТР-4, 80 командирських, 30 штабних, 30 медичних та 10 ремонтно-евакуаційних машин) | $ 457,5 млн. | 2012            | Підписано акт прийому першої партії з 26 машин     |
| Ірак            | 6 літаків Ан-32Б | $ 99 млн.    | 2012            | Контракт під загрозою зриву                        |
| КНР             | 4 малих десантних кораблів на повітряній подушці «ЗУБР» (два — в Україні, два — за ліцензією на теренах КНР)                    | $ 126 млн.   | 2015            | —                                                  |
| Індія           | Модернізація та ремонт 105 літаків Ан-32 (40 — в Україні, решта — на підприємствах Індії)                                       | $ 397,7 млн. | 2014            | Перші чотири літаки поставлені Індії               |
| Єгипет          | Модернізація 200 БТР-50 «Топаз» (3 — в Україні, на решту встановлять українські машинокомплекти в Єгипті) та танків Т-62        | $ 200 млн.   | 2012            | —                                                  |
| Таїланд         | 233 бронетранспортер БТР-3Е1 (два контракти на поставку партій з 112 (підписаний 2007 р) та 121 машин (2010)                    | $ 300 млн.   | —               | Чергова партія БТР-3Е1 відправлена наприкінці 2010 |
| Таїланд         | 49 танків Оплот | $ 240 млн.   | —               | Підписано 1 вересня 2011                           |